# Radio Tierra
 (février 2013).
Si vous disposez d'ouvrages ou d'articles de référence ou si vous connaissez des sites web de qualité traitant du thème abordé ici, merci de compléter l'article en donnant les références utiles à sa vérifiabilité et en les liant à la section « Notes et références ».
 (mai 2022).
Radio Tierra est une radio communautaire, citoyenne et indépendante dont le siège est situé à Santiago du Chili. 
Créée le 31 août 1991 par l'organisation féministe Corporación La Morada, elle émet depuis la fréquence 1300 AM. En 2004, elle quitte les ondes pour développer sa plate-forme internet. Plate-forme depuis laquelle elle diffuse en ligne des programmes tant politiques que culturels visant à laisser la parole aux organisations et mouvements sociaux. 
Radio Tierra se distingue par son engagement en matière des droits de l'homme et particulièrement du droit à la communication pour tous. Elle est ainsi la première radio chilienne à ouvrir ses portes à des programmes homosexuels, mapuches et à laisser la parole aux familles des victimes de la dictature du général Pinochet.[réf. nécessaire] Enfin, elle est membre active de l'Association mondiale des radiodiffuseurs communautaires (AMARC).